# Ed Ricketts

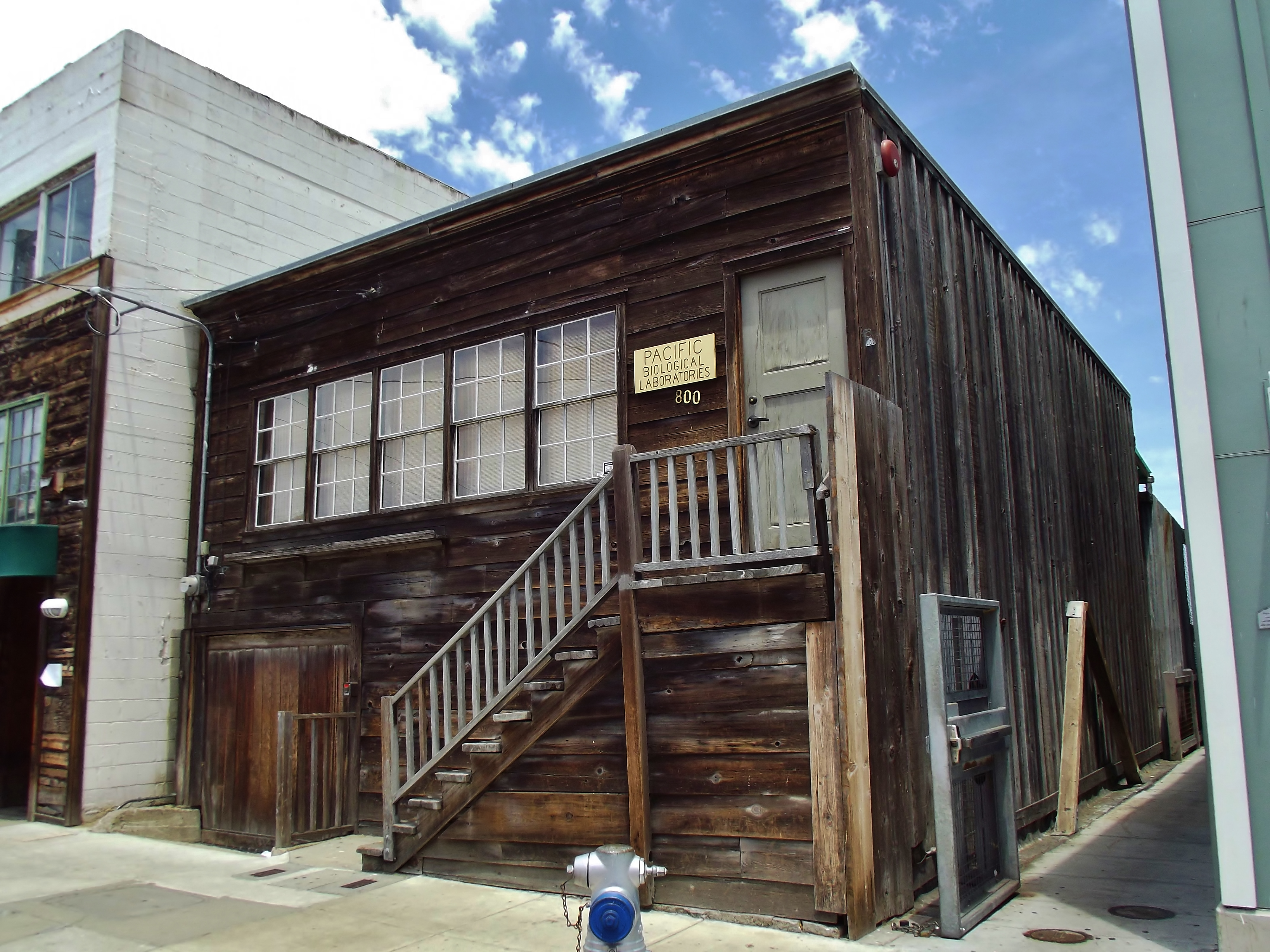
Ricketts laboratorium på 800 Cannery Row.

Edward Flanders Robb Ricketts, född 14 maj 1897 i Chicago, Illinois, död 11 maj 1948 i Monterey, Kalifornien, allmänt känd som Ed Ricketts, var en amerikansk marinbiolog, ekolog och filosof. Han är mest känd för Between Pacific Tides, en pionjärstudie av ekologin i tidvattensbassänger, och för sitt inflytande på författaren John Steinbeck, vilket resulterade i deras samarbete med Sea of Cortez, delvis återutgiven 1951 som Log from the Sea of Cortez (Loggbok från Cortez hav).

## Levnad
Ricketts föddes i Chicago, Illinois, som son till Abbott Ricketts och Alice Beverly Flanders Ricketts. Han hade en yngre syster, Frances (född 1899), och en yngre bror, Thayer (född 1902). Ricketts tillbringade större delen av sin barndom i Chicago, bortsett från ett år vid tio års ålder i Mitchell, Davison County, South Dakota, under vilket hans biologiska intresse mognade.  Hösten 1915 började han studera zoologi vid Illinois State University i Chicago, men slutade 1916 och flyttade till El Paso, Texas och sedan till New Mexico innan han inkallades till ett sjukvårdsförband 1917.
1919 började han studera filosofi, spanska och zoologi vid University of Chicago, men lämnade både universitetet och Chicago 1920 för att företa en fotvandring genom Indiana, Kentucky, Nordcarolina och Georgia till Florida. Han beskrev denna vandring i en artikel Vagabonding through Dixie i tidskriften Travel (Juni 1925).
Efter att ha återvänt till Chicago 1921 och återupptagit sina studier (speciellt i zooekologi för Warder Clyde Allee; han avslutade aldrig sina studier och fick ingen examen), träffade han 1922 Anna "Nan" Barbara Maker; de gifte sig den 19 augusti samma år och den 23 augusti 1923 föddes deras son Edward F Ricketts Jr. Därpå flyttade de till Pacific Grove i Kalifornien för att grunda ett marinbiologiskt laboratorium tillsammans med Albert E. Galigher, en vän från Ricketts studietid. 1924 blev Ricketts ensam ägare till laboratoriet och därefter födde paret två döttrar: Nancy Jane 28 november 1924 och Cornelia 6 april 1928. Under 1925 till 1927 flyttade först hans mor och syster, och sedan hans far efter till Pacific Grove och hela familjen arbetade av och till på Ricketts laboratorium, vilket främst framställde preparat för skolundervisning.
1930 flyttade den unge författaren John Steinbeck och hans första fru, Carol, till Pacific Grove där de lärde känna Ricketts, och Carol arbetade under en kort tid som assistent i laboratoriet. 